# Blaxy Girls
Blaxy Girls a fost un grup muzical de fete din România. Formația a luat naștere în octombrie 2007 și a semnat un contract cu casa de discuri Roton în luna decembrie a aceluiași an. Blaxy Girls se compune din Rucsandra Iliescu (chitară, voce), Diana Ganea (chitară solo),  Cristina Marinescu (chitară bas), Ana-Maria Nanu (claviaturi) și Gela Marinescu (baterie). Cele cinci au fost descoperite de producătorul muzical Costi Ioniță, cu care au mai lucrat nume importante ale lumii muzicale românești, cum ar fi Monica Anghel, Mihai Trăistariu, Nico sau  Celia. Înaintea Dianei, la chitară solo a cântat Amalia Tircă.
Primul single al grupului, „If You Feel My Love” a devenit foarte popular imediat de la lansare, atingând poziția cu numărul 2 în clasamentul cântecelor din România. Albumul de debut al formației a fost lansat în 2008 împreună cu un nou single.

## Formare
Grupul muzical Blaxy Girls a luat naștere în urma unei audiții la care a luat parte Rucsandra Iliescu. Aceasta declară că l-a întâlnit pe compozitorul Costi Ioniță la un coafor în Constanța, unde se află pentru a-i face o programare mamei sale. În urma unor discuții între angajatele coaforului despre abilitățile vocale ale Rucsandrei, producătorul a fost interesat să o asculte cântând. Interpreta declară despre discuția angajatelor urmatoarele: „Nu știu cum, fetele au discutat despre mine acolo, că Rucsy-n sus, că Rucsy-n jos, că face, că drege și într-un final m-a pus să cânt și am cântat fără să ezit. I-a plăcut foarte mult și atunci a început colaborarea”. Dupa încheierea audiției, cei doi au început colaborarea, Rucsandrei i s-au alăturat Amalia Tircă, Cristina Marinescu, Nanu Ana-Maria și Gela Gabriela Marinescu. Amalia Tircă a intrat în formație în urma unei preselecții, Ana-Maria Nanu a fost selectată datorită experienței sale în interpretarea la pian iar Cristina Marinescu și Gela Gabriela Marinescu au fost alese datortă experiențelor avute la diferite festivaluri naționale și internaționale. În urma celor întâmplate, grupul și-a asumat titulatura de Blaxy Girls semnând cu casa de discuri Roton în luna decembrie a anului 2007. Numele de Blaxy Girls provine de la Marea Neagră (joc de cuvinte~Black Sea Girls=Fetele de la Marea Neagră), după cum susține și formația..

## Carieră muzicală

### 2007–2009: albumul de debut
În luna decembrie a anului 2007, grupul a semnat un contract cu casa de discuri Roton. În urma acordului, formația își va lansa albumul de debut prin această casă de discuri. În luna iulie a anului 2008, grupul lansează primul single din cariera sa, initulat „If You Feel My Love”. Cântecul crește treptat în materie de popularitate, devenind una dintre cele mai ascultate melodii din România și totodată o piesă îndrăgită de adolescenți. După lansarea single-ului, grupul a interpretat cântecul la festivalul de vară Callatis, din Mangalia alături de o înregistrare nouă, intitulată „Hey Hey”. În urma recitalului, grupul și-a crescut cota de popularitate, participând și la preselecțiile pentru festivalul muzical românesc Cerbul de Aur. În urma interpretării și a voturilor telespectatorilor, acestea au ajuns în semifinală.
„If You Feel My Love” a atins poziții fruntașe în clasamentele de difuzări ale televiziunilor muzicale și ale posturilor de radio din România. Ca rezultat, cântecul a activat în top 10 în Romanian Top 100. După două săptămâni consecutive de staționare pe locul zece, cântecul a urcat până pe locul al cincilea în clasamentul național, pentru ca mai apoi să atingă poziția cu numărul 3. Single-ul a petrecut un total de șase săptămâni în top 10. În urma succesului obținut pe plan local, If You Feel My Love, a intrat în clasamentul european pe poziția cu numărul 141. Trei săptămâni mai târziu, cântecul atinge poziția cu numărul 113, după care începe să coboare. Până în momentul de față, single-ul a petrecut un total de șase săptămâni în Euro 200.

### 2009–2014: participarea la Eurovision și „Save The World”
La data de 1 august 2008, pe YouTube a apărut pentru prima oară piesa "Dear Mama".
Două luni mai târziu, Blaxy Girls au confirmat, într-un interviu acordat revistei "BRAVO", că vor participa la Selecția Națională 2009. La data de 1 decembrie 2008, pe site-ul blaxygirls.com, s-a făcut publică melodia cu care aveau să participe - "Dear Mama".
La 1 ianuarie 2009, a apărut pe YouTube videoclipul melodiei, în care joacă și mama lui Rucsy. Începând cu 9 ianuarie, un videoclip de promovare pentru Selecția Națională a fost difuzat pe posturile naționale.
Pe 27 ianuarie, în prima semifinală, Blaxy Girls s-au calificat pentru Finala Națională din 31 ianuarie. În finală, au obținut majoritatea voturilor publicului, câștigând detașat, dar în clasamentele juriului au ieșit pe locul 6, adică la jumătatea clasamentului. În consecință, au ieșit pe locul 3, cu un punctaj egal cu "Stop" - Cătălin.
Totuși, în topurile "ESC Radio", "Dear Mama" a fost clasată înaintea melodiei câștigătoare ("The Balkan Girls"), iar în cadrul premiilor "ESC radio Awards", Blaxy Girls au fost nominalizate la "Best Romanian Entry", alături de Luminița Anghel, Monica Anghel, Mihai Trăistariu și Nicola, fiind singurele care nu au câștigat Selecția Națională.
La data de 22 mai 2009, Blaxy Girls au plecat în Regatul Unit, pentru a participa la un concert de caritate la O2 și pentru a-și înregistra un nou single. Pentru această plecare, au fost nevoite să anuleze două concerte din țară. Single-ul înregistrat, Revolution nu a fost lansat oficial încă.
În luna iunie,au anunțat că își vor lansa un nou single. La 4 iulie au lansat videoclipul "E Vina Mea" (un remake al piesei "Nu Suporți". De asemenea, au lansat și o versiune în engleză ("I Have My Life"). I Have My Life a devenit un "ultra-hit" în europa de est, depășind succesul lui "If You Feel My Love".
În luna octombrie, Blaxy Girls au anunțat că își vor lansa un nou album - Save The World, în primăvara lui 2010. Tot în octombrie, a apărut o mostră dintr-o nouă melodie Blaxy Girls (pe atunci cunoscută ca "Save Your Mother"). În noiembrie, fetele au anunțat că melodia se numește Save The World și că vor participa cu ea la Selecția Națională din 2010, pentru Eurovision. Ele au trecut de prima etapă a pre-selecției, dar rămâne de decis dacă ele vor concura în finala din 6 martie, sau juriul va decide că piesa este potrivită altui concurent.
La data de 4 noiembrie au lansat pe YouTube un "making-of" neoficial al videoclipului pentru "Save The World" și au anunțat că, pe noul album vor fi și versiunile în engleză a unor melodii de pe primul album și câteva coveruri ale unor melodii celebre.
La data de 27 decembrie 2009 au lansat oficial videoclipul "Save The World".
La gala de premiere a "Femeilor Anului", de la sfârșitul lui 2009 au fost nominalizate la categoria "Tinere Talente". De asemenea, au început și un turneu de promovare al noilor piese "Revolution", "I Have My Life" și "Save the World", debutând cu concertul din Club Phoenix, Constanța.
Noul lor single va fii lansat în primăvară. Blaxy Girls nu s-au calificat în finala pentru Selecția Națională 2010, la o limită de doar 3 puncte. La data de 2 februarie 2010, au anunțat amânarea lansări noului single, pentru vară. De asemenea, din motive necunoscute, au anulat turneul "Save The World".
În 2014, formația Blaxy Girls s-a destrămat ca urmare a faptului că ultimele single-uri ale trupei nu au mai avut așa mare succes ca primele.

## Genuri muzicale adoptate și influențe
Muzica grupului Blaxy Girls este o îmbinare armonioasă de elemente rock și de alternativ, având și diferite influențe de sintetizator. Primul cântec al formației, If You Feel My Love, reprezintă rezultatul unei astfel de combinații. Albumul de debut va conține zece melodii rezultate din această îmbinare. După cum declară componentele grupului, muzica Blaxy Girls nu este influențată de nici un artist, dorindu-și să creeze un stil original. Membrele formației susțin faptul că apreciază formațiile Iris și Vița de Vie dar și pe artista canadiană Avril Lavigne.

## Discografie

### Albume de studio
- If You Feel My Love (2008)
- Save The World (2010)

### Discuri single
- If You Feel My Love (2008)
- Dear Mama (2009)
- I Have My Life (2009)
- Save The World (2010)
- Rockyourself (2010)
- Mr and Mrs President (2011)
- Mi-e dor (2012)
- Ma mut la mare (2013)
- Adio (2013)
- Wrong (2013)
- Leagă-mă la ochi (2014)

### Videoclipuri
- „If You Feel My Love” (2008)
- „Dear Mama” (2009) — a beneficiat de două videoclipuri
- „I Have My Life” (2009)
- „Save The World” (2010)
- „Mi-e dor" (2012)
- „Ma mut la mare" (2013)
- „Adio" (2013)
- „Wrong" (2013)
- „Leagă-mă la ochi" (2014)

## Turnee

### TurneulBlaxy Girls(2008)

#### Date
| România           |              |              |                     |
| 23 august 2008    | Brașov       | Ardeal       | Cerbul de Aur       |
| 26 august 2008    | Ploiești     | Prahova      | Parc Central        |
| 12 noiembrie 2008 | București    | Muntenia     | City Mall           |
| 30 noiembrie 2008 | Pitești      | Argeș        | Club Loko           |
| 2 decembrie 2008  | Arad         | Banat        | Iulius Mall         |
| 4 decembrie 2008  | Timișoara    | Banat        | Vitanis Mall        |
| 14 decembrie 2008 | Oradea       | Crișana      | Parc Central        |
| 9 ianuarie 2009   | București    | Muntenia     | Cristal Church Club |
| 4 februarie 2009  | Constanța    | Dobrogea     | Ovidius             |
| 14 februarie 2009 | Mamaia       | Dobrogea     | Plaja H2O           |
| Bulgaria          |              |              |                     |
| 4 octombrie 2008  | Ruse         |              | Mall                |
| 6 octombrie 2008  | Varna        | Marea Neagră | Plajă               |
| 7 octombrie 2008  | Golden Sands | Marea Neagră | Hotel Ibia          |

### Turul de Promovare al albumuluiIf You Feel My Love(2009)

#### Date
| România            |           |           |                                |
| 1 aprilie 2009     | Brașov    | Ardeal    | Piața Sfatului                 |
| 4 aprilie 2009     | Baia Mare | Maramureș | Aleea Castanelor               |
| 5 aprilie 2009     | Satu Mare | Maramureș | Stadion                        |
| 14 aprilie 2009    | Sibiu     | Argeș     | Club Loko                      |
| 19 aprilie 2009    | Constanța | Dobrogea  | Casa de Cultură                |
| 28 aprilie 2009    | București | Muntenia  | Sala Palatului                 |
| 12 mai 2009        | Oradea    | Crișana   | I am wrongRIGHT IN MY OWN WAY! |
| 19 mai 2009        | Craiova   | Oltenia   | Stadion                        |
| 1 iunie 2009       | Constanța | Dobrogea  | Grădinița Ovidius              |
| 14 septembrie 2009 | Mamaia    | Dobrogea  | Plaja H2O                      |
| 7 septembrie 2009  | Brașov    | Ardeal    | Cerbul de Aur                  |
| Regatul Unit       |           |           |                                |
| 23 aprilie 2009    | Londra    | Anglia    | The O2                         |
| 24 aprilie 2009    | Londra    | Anglia    | Palatul Buckingham             |
| 7 octombrie 2009   | Leeds     | Anglia    | TBA                            |
| Europa             |           |           |                                |
| 12 august 2009     | Sofia     | Bulgaria  | Palatul Concertelor            |
| 2 august 2009      | Varșovia  | Polonia   | Woodstrok                      |
| 12 septembrie 2009 | Atena     | Grecia    | Stadio Olimpiki                |

Note: Concertele din Regatul Unit au fost incluse într-o serie de spectacole de caritate ale mai multor artiști.

### Turneul 2009/2010
| România            |           |          |                      |
| 23 august 2009     | Suceava   | Moldova  | Mall                 |
| 5 septembrie 2009  | Moinești  | Muntenia | Parc Central         |
| 19 septembrie 2009 | București | Muntenia | Zilele Bucureștiului |
| 12 octombrie 2009  | Iași      | Moldova  | Piața Voievozilor    |
| 9 noiembrie 2009   | Cluj      | Ardeal   | Sala Sporturilor     |
| 27 noiembrie 2009  | Constanța | Dobrogea | Club Phoenix         |
| 14 decembrie 2009  | Oradea    | Crișana  | Parc Central         |
| 24 decembrie 2009  | Mangalia  | Dobrogea | Club BanaNa          |
| 30 decembrie 2009  | Constanța | Dobrogea | Tomis                |
| 31 decembrie 2009  | București | Muntenia | TBA                  |

## Premii și nominalizări
| An                       | Concurs            | Premiul                    | Rezultat |
| ------------------------ | ------------------ | -------------------------- | -------- |
| 2007                     | Steluțele de Mare  | Lansarea pe Piața Muzicală | Locul 1  |
| 2008                     | Cerbul de Aur      | Trofeul "cerbul de aur"    | locul 4  |
| 2008                     | Festivalul Mamaia  | Creație                    | Locul 1  |
| 2009                     |                    |                            |          |
| Selecția Națională       | Semifinala 1       | Locul 1                    |          |
| Selecția Națională       | Finala             | locul 3                    |          |
| Romanian Music Awards    |                    |                            |          |
| Best Rock                | Câștigat           |                            |          |
| Best Group               | Câștigat           |                            |          |
| Best Video               | Nominalizare       |                            |          |
| Best Web                 | Nominalizare       |                            |          |
| Best Album               | Nominalizare       |                            |          |
| Romanian Top Hits Awards | Best Rock Hit      | Câștigat                   |          |
| Premiile Radio           | Premiul Juriului   | Câștigat                   |          |
| Miss ROmîndria           | -                  | Câștigat                   |          |
| Femeia Anului            | Tinere Talente     | Nominalizare               |          |
| 2010                     | Selecția Națională | Finala Națională           | Respins  |

## Topuri
| Anul        | Piesa                   | Poziția maximă | Poziția maximă | Poziția maximă | Poziția maximă |
| Anul        | Piesa                   | România        | Euro 200       | Fresh Top 40   | Bravo Top 20   |
| ----------- | ----------------------- | -------------- | -------------- | -------------- | -------------- |
| 2008        | "If You Feel My Love"   | 1              | 74             | 1              | 1              |
| 2008        | "Oare Trebuie să Pierzi | 24             | -              | 1              | 2              |
| 2009        | "Dear Mama              | 1              | 69             | 1              | 1              |
| 2009        | "I Have My Life         | 7              | -              | 4              | 3              |
| 2009        | "Save The World         | -              | -              | -              | 18             |
| Total Piese | Total Piese             | 4              | 2              | 4              | 5              |
| Piese #1    | Piese #1                | 2              | -              | 3              | 2              |